# 18497 Невежиці
18497 Невежиці (18497 Nevězice) — астероїд головного поясу, відкритий 11 червня 1996 року.
Тіссеранів параметр щодо Юпітера — 3,580.